# Symphonie no 26 de Michael Haydn
Pour les articles homonymes, voir Symphonie no 26.
La Symphonie no 26 en mi bémol majeur, Perger 17, Sherman 26, MH 340, est une symphonie de Michael Haydn, composée le 14 août 1783 à Salzbourg.

## Analyse de l'œuvre
Elle comporte trois mouvements :
1. Allegro spiritoso
2. Adagio affetuoso
3. Finale: Presto

Durée d'interprétation : environ 17 minutes

## Instrumentation
La symphonie est écrite pour 2 hautbois, 2 bassons, 2 cors et les cordes.